# Ratpenat de Grandidier
El ratpenat de Grandidier (Nycticeinops grandidieri) és un ratpenat que viu a les parts tropicals d'Àfrica. El 2007 es reconegué la seva condició d'espècie a part després d'un període de confusió, sobretot amb Neoromicia capensis. N'hi ha dues subespècies: N. g. angolensis, que es troba sobretot al Camerun, Angola i Malawi, i N. g. grandidieri, de Burundi, Kenya, Tanzània, incloent-hi Unguja, i possiblement Uganda. P. g. angolensis és una mica més gros. Se n'ha trobat un total de 29 exemplars.